# پروتکل اکتشاف لایه پیوند
پروتکل اکتشاف لایه پیوند (به اختصار LLDP) یک پروتکل لایه پیوند مستقل از فروشنده است که توسط دستگاه‌های شبکه برای تبلیغ هویت، قابلیت‌ها و همسایگان خود در یک شبکه محلی مبتنی بر فناوری IEEE 802 که عمدتاً اترنت سیمی است، مورد استفاده قرار می‌گیرد. این پروتکل به‌طور رسمی توسط سازمان IEEE به عنوان Station and Media Access Control Connectivity Discovery در استاندارد IEEE 802.1AB تعریف شده و با پشتیبانی اضافی در IEEE 802.3 بخش ۶ بند ۷۹ نامیده شده‌است.
پروتکل LLDP عملکردهایی مشابه چندین پروتکل اختصاصی را پیاده‌سازی می‌کند، مانند پروتکل اکتشاف سیسکو، پروتکل اکتشاف ریخته‌گری، پروتکل اکتشاف نورتل و اکتشاف توپولوژی لایه پیوند.

## جمع‌آوری اطلاعات
اطلاعات جمع‌آوری شده به کمک پروتکل LLDP را می‌توان در بنیان اطلاعاتی مدیریتی دستگاه (MIB) ذخیره کرد و بر اساس آنچه که در RFC 2922 مشخص شده‌است، با پروتکل آسان مدیریت شبکه (SNMP) جستجو کرد. توپولوژی یک شبکه که LLDP در آن فعال است را می‌توان با خزیدن در میان میزبان‌ها و جستجو در این پایگاه داده کشف کرد. اطلاعاتی که ممکن است بازیابی شوند عبارتند از:
- نام سیستم و توضیحات
- نام و توضیحات درگاه
- نام VLAN
- آدرس مدیریت IP
- قابلیت‌های سیستم (سوئیچینگ، مسیریابی و غیره)
- اطلاعات زیرلایه نظارت بر دسترسی به رسانه انتقال و لایه فیزیکی
- توان الکتریکی MDI
- ازدحام ارتباط

## کاربردها
از پروتکل اکتشاف لایه پیوند می‌توان به عنوان یک جزء در برنامه‌های مدیریت شبکه و نظارت بر شبکه استفاده کرد.
یکی از این نمونه‌ها، کاربرد آن در نیازمندی‌های پل زدن مرکز داده است؛ مثلاً Data Center Bridging Capabilities Exchange Protocol (DCBX) یک پروتکل اکتشاف و تبادل قابلیت است که برای انتقال قابلیت‌ها و پیکربندی ویژگی‌های فوق بین دستگاه‌های همسایه برای اطمینان یافتن از پیکربندی ثابت و یکپارچه در سراسر شبکه به کار می‌رود.
همچنین پروتکل LLDP برای انتشار توان الکتریکی بر بستر کابل شبکه و گفتگو در مورد انتقال توان الکتریکی استفاده می‌شود.

### پسوند اکتشاف گره انتهایی رسانه
Media Endpoint Discovery نسخه بهبود یافته پروتکل LLDP است که به اختصار با نام LLDP-MED شناخته می‌شود و امکانات زیر را فراهم می‌کند:
- اکتشاف خودکار سیاست‌های LAN (مانند تنظیمات VLAN، اولویت لایه ۲ و سرویس‌های متمایز (Diffserv) که امکان اتصال و انتشار در شبکه را فراهم می‌کند.
- اکتشاف موقعیت دستگاه برای ایجاد پایگاه دادگانی از موقعیت‌ها و خدمات ۹۱۱ بهبودیافته در زمینه پروتکل صوتی از طریق اینترنت (VoIP).
- مدیریت توان الکتریکی توسعه یافته و خودکار گره پایانیPower over Ethernet (PoE).
- مدیریت موجودی که به مدیران شبکه اجازه می‌دهد که دستگاه‌های شبکه خود را ردیابی کنند و ویژگی‌های آن‌ها (مانند سازنده، نسخه‌های نرم‌افزار و سخت‌افزار، شماره سریال یا دارایی) را مشخص کنند.

پسوند پروتکل LLDP-MED به‌طور رسمی به عنوان استاندارد ANSI/TIA-1057 توسط انجمن صنعت مخابرات (TIA) در آپریل سال ۲۰۰۶ تأیید و منتشر شد.

## کدهای قابلیت سیستم
| کد | قابلیت             |
| -- | ------------------ |
| B  | پل (سوئیچ)         |
| C  | دستگاه کابل DOCSIS |
| O  | موارد دیگر         |
| P  | تکرار کننده        |
| R  | مسیریاب            |
| S  | ایستگاه            |
| T  | تلفن               |
| W  | نقطه دسترسی WLAN   |

## ساختار فریم
اطلاعات پروتکل LLDP توسط دستگاه‌ها از هر یک از رابط‌های آنها در یک بازه زمانی مشخص، به شکل یک فریم اترنت ارسال می‌شود. هر فریم شامل یک واحد داده LLDP (LLDPDU) است. هر LLDPDU دنباله ای از ساختارهای نوع-طول-مقدار (type-length-value به اختصار TLV) است.
فریم اترنت مورد استفاده در پروتکل LLDP معمولاً آدرس MAC مقصد خود را روی یک آدرس چندپخشی خاص تنظیم می‌کند که پل‌های سازگار با 802.1D آن را باز ارسال نمی‌کنند. سایر آدرس‌های مقصد چندپخشی و تک پخشی مجاز هستند. همچنین رشتهٔ EtherType برابر مقدار 0x88cc قرار داده شده‌است.
هر فریم LLDP با TLVهای اجباری زیر شروع می‌شود: شناسه شاسی، شناسه درگاه و زمان اعتبار (TTL). همچنین TLVهای اجباری با هر تعداد TLV اختیاری می‌توانند ادامه یابند. هر فریم به صورت اختیاری با یک TLV خاص به نام انتهای LLDPDU خاتمه می‌یابد که در آن فیلد نوع و طول برابر ۰ هستند
بنابر این، یک فریم اترنت که حاوی یک LLDPDU است، ساختار زیر را دارد:
| مقدمه | MAC مقصد                                                                    | منبع MAC     | EtherType | شناسه شاسی TLV | شناسه بندر TLV | زمان اعتبار TLV | TLVهای اختیاری        | پایان اختیاری LLDPDU TLV | ترتیب بررسی قاب |
| ----- | --------------------------------------------------------------------------- | ------------ | --------- | -------------- | -------------- | --------------- | --------------------- | ------------------------ | --------------- |
|       | 01:80:c2:00:00:0e، یا {{سخ}} 01:80:c2:00:00:03، یا {{سخ}} 01:80:c2:00:00:00 | آدرس ایستگاه | 0x88cc    | نوع=۱          | نوع=۲          | نوع=۳           | TLVهای صفر یا کامل تر | نوع = ۰، طول = ۰         |                 |

هر یک از اجزای TLV دارای ساختار پایه‌ای زیر هستند:
| نوع    | طول   | مقدار          |
| ------ | ----- | -------------- |
| ۷ بیتی | ۹ بیت | ۰–۵۱۱ هشت بیتی |

| نوع TLV | نام TLV          | استفاده در LLDPDU |
| ------- | ---------------- | ----------------- |
| ۰       | پایان LLDPDU     | اختیاری           |
| ۱       | شناسه شاسی       | اجباری            |
| ۲       | شناسه درگاه      | اجباری            |
| ۳       | زمان اعتبار(TTL) | اجباری            |
| ۴       | توضیحات درگاه    | اختیاری           |
| ۵       | نام سیستم        | اختیاری           |
| ۶       | توضیحات سیستم    | اختیاری           |
| ۷       | قابلیت‌های سیستم  | اختیاری           |
| ۸       | آدرس مدیریت      | اختیاری           |
| ۹–۱۲۶   | رزرو شده         | -                 |
| ۱۲۷     | TLVهای سفارشی    | اختیاری           |

TLVهای سفارشی به کمک TLV نوع ۱۲۷ پشتیبانی می‌شوند. مقدار یک TLV سفارشی با یک شناسه یکتای سازمانی ۲۴ بیتی و یک زیرگروه خاص سازمانی ۱ بایتی شروع می‌شود و سپس داده‌ها شروع می‌شوند. ساختار اصلی برای یک TLV خاص سازمانی در زیر نمایش داده شده‌است:
| نوع         | طول   | شناسه یکتای سازمانی (OUI) | زیرگروه تعریف شده سازمانی | رشته اطلاعات تعریف شده سازمانی |
| ----------- | ----- | ------------------------- | ------------------------- | ------------------------------ |
| ۷ بیت — 127 | ۹ بیت | ۲۴ بیت                    | ۸ بیت                     | ۰–۵۰۷ هشت بیتی                 |

بر اساس IEEE Std 802.1AB، §۹٫۶٫۱٫۳، "شناسه یکتای سازمانی باید شامل OUI سازمانی باشد که در IEEE Std 802-2001 تعریف شده‌است". هر سازمانی مسئول مدیریت زیرشاخه‌های خود است.